# Instytut Matematyki Uniwersytetu Kazimierza Wielkiego w Bydgoszczy
Instytut Matematyki Uniwersytetu Kazimierza Wielkiego w Bydgoszczy – jeden z 2 instytutów Uniwersytetu Kazimierza Wielkiego w Bydgoszczy.

## Historia
Instytut Matematyki powstał w 1980 roku w wyniku przekształcenia z Zakładu Matematyki. Od roku akademickiego 2019/2020 Instytut jest jedną z jednostek organizacyjnych Kolegium III.

## Kierunki kształcenia
- matematyka (studia I i II stopnia)[2]

## Struktura organizacyjna
| Jednostka                                                      | Kierownik                         |
| -------------------------------------------------------------- | --------------------------------- |
| Katedra Analizy Matematycznej i Algebry                        | p.o. dr Piotr Sworowski           |
| Katedra Topologii i Interdyscyplinarnych Zastosowań Matematyki | dr Paulina Szyszkowska, prof. UKW |

## Poczet dyrektorów
1. doc. dr hab. Zbigniew Grande (1980–1989)
2. dr hab. Andrzej Prószyński, prof. UKW (1989–1994)
3. dr hab. Jacek M. Jędrzejewski, prof. UKW (1994–1996)
4. prof. dr hab. Zbigniew Grande (1996–2017)
5. dr hab. Andrzej Prószyński, prof. UKW (2017–2019)
6. dr Paulina Szyszkowska, prof. UKW (2019–2024)
7. p.o. dr Katarzyna Chmielewska (od 2024)

## Władze Instytutu
W kadencji 2024–2028:
| Stanowisko                         | Imię i nazwisko               |
| ---------------------------------- | ----------------------------- |
| Dyrektor                           | p.o. dr Katarzyna Chmielewska |
| Zastępca dyrektora ds. kształcenia | dr Agnieszka Łukasiewicz      |